# Coupang (Website)

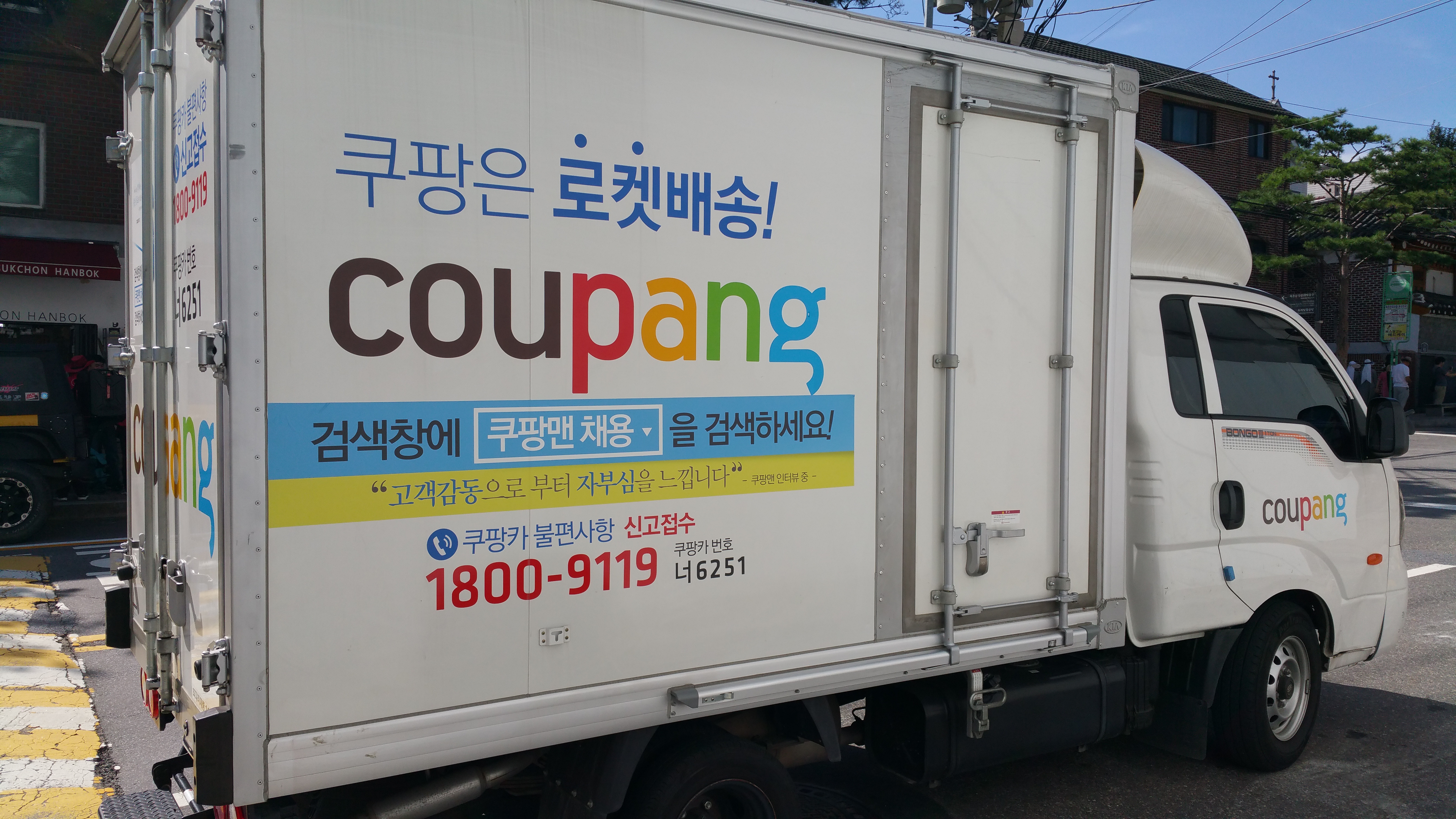
Lieferwagen mit Coupang-Werbung

Coupang ist eine südkoreanische Website für den Onlinehandel, die 2010 von Bom Kim (Kim Beom-seok) begründet wurde. Der Sitz des Unternehmens befindet sich in Songpa-gu in Seoul.
Innerhalb der ersten drei Geschäftsjahre setzte das Unternehmen zwei Billionen Won (etwa 1,6 Mrd. €) um. Coupang entwickelte sich zu einem der größten Onlineversandhändler in Südkorea. Nach Unternehmensangaben hat sich die Hälfte der südkoreanischen Bevölkerung (etwa 51 Millionen) die App heruntergeladen. Coupang übernimmt die Auslieferung selbst und hat so die gesamte Lieferkette im eigenen Unternehmen integriert.
Nach Bom Kim sei eine Internationalisierung des Dienstes nicht angestrebt. Südkorea biete eine einzigartige Infrastruktur an Großstädten, die es ermöglicht, über 99 % aller Bestellungen innerhalb von 24 Stunden zum Kunden zu liefern. Zudem habe Südkorea trotz seiner vergleichsweise geringen Bevölkerungszahl den fünftgrößten E-Commerce-Markt der Welt.
Im November 2018 investierte das japanische Unternehmen SoftBank zwei Milliarden US-Dollar in Coupang.